# Mentha requienii
Mentha requienii (фр. Menthe de Requien), або корсиканська м’ята — це вид губоцвітих рослин родини глухокропивових.

## Поширення, екологія
Це ендемік островів Сардинія і Монтекрісто (Італія) і Корсика (Франція). Це багаторічна рослина, яка присутня на сирих луках і по краях невеликих струмків і джерел. Час цвітіння з квітня або червня по серпень.

## Морфологія
Є одним з найменших членів родини. Вона виростає до 3-10 см заввишки, з невеликими овальними листками 2-7 мм завдовжки і крихітними ліловими квітами, які комахи запилюють. Володіє сильним ароматом м'яти.

## Використання
Являє собою ароматичну рослину, яка також використовується для декоративних цілей.
Вважається, що корсиканська м’ята, разом з блошиною м'ятою, є однією з найкращих рослин-супутників (компаньйонів) для вирощування як супутник рослин з родини капустяних: броколі, капуста, цвітна капуста тощо. Вона відлякує деяких комах-шкідників, частково приховуючи запах врожаю, який потрібно захистити, а також може покращувати смак.

## Загрози та охорона
Внутрішньо вразлива, тому що його розподіл обмежується трьома островами. Однак немає основних антропогенних погроз, які відомі в даний час.